# Lenna
Lenna [ˈlɛnːa] (Lèna [ˈlɛna] in dialetto bergamasco) è un comune italiano di 561 abitanti della provincia di Bergamo in Lombardia. Situato nell'alta Val Brembana, alla confluenza tra i due rami del fiume Brembo, si trova a circa 38 chilometri a nord del capoluogo orobico. Il comune fa parte della Comunità Montana della Valle Brembana.

## Storia
Da sempre il paese è considerato "la porta" per l'Alta Valle Brembana, e questa sua posizione strategica ha permesso che qui vi fossero insediamenti stabili già in epoca etrusca. Una corrente di pensiero ritiene infatti che il toponimo derivi dall'etrusco Le'mina.
Altre ipotesi più accreditate fanno risalire il nome al periodo della dominazione romana, e precisamente da Alenus (oppure Alena), probabile abitante di quell'epoca.
Si sa che i Romani si stanziarono a Lenna già nel II secolo a.C. ed inclusero il paese, unitamente ai borghi limitrofi, in un pagus denominato pagus brembanus.
Qui sfruttarono le risorse minerarie (principalmente ferro) presenti nei monti circostanti, e crearono numerose vie di collegamento con il vicino pagus Saturnius (posto in Val Seriana), anch'esso con una florida attività estrattiva.
Questa attività fece la fortuna di Lenna, che prosperò anche durante il medioevo, quando la zona venne interessata da un crescente sviluppo demografico dovuto alle migliorate condizioni di vita, ma anche all'immigrazione di numerosi nuclei in fuga dalle lotte fratricide tra guelfi e ghibellini. In queste zone, soggette alla dominazione della famiglia dei Visconti, era notevole l'influenza ghibellina, che tuttavia non provocò alcun tipo di scontro.
Con l'avvento della dominazione veneta i commerci ebbero un ulteriore incremento, anche grazie alla costruzione della Via Priula, che collegava Bergamo con il Canton Grigioni. La Serenissima incluse Lenna nel dipartimento Oltre la Goggia e la rese un importante centro siderurgico, anche grazie allo sfruttamento dell'energia idrica che la zona offre, con le esportazioni (chiodi, spade ed attrezzi di lavoro) che arrivavano anche in Germania.
In questo periodo nacque e visse nel piccolo paese brembano il celebre architetto Mauro Codussi, noto per le sue opere nella città lagunare.
Gli eventi ed i successivi regimi politici non interessarono più di tanto il paese, almeno fino alla costruzione della ferrovia della val Brembana, avvenuta nel XIX secolo. Questa escluse dal proprio tragitto Lenna, che cominciò a vivere un periodo di crisi economica.
Nel 1927 il regime fascista fece una grande opera di accorpamento tra parecchi comuni del regno d'Italia. Fu il caso anche di Lenna, che si trovò aggregato ai vicini Valnegra, Piazza Brembana e Moio de' Calvi in un unico comune denominato San Martino de' Calvi. Soltanto nell'immediato dopoguerra, precisamente nel 1956, i comuni si separarono nuovamente, assumendo l'attuale conformazione.

### Simboli
Il comune ha come simboli lo stemma e il gonfalone concessi con D.P.R. 12 marzo 2004.
Blasonatura stemma:
(D.P.R. 12 marzo 2004)
Il compasso aperto vuole onorare la figura dell'architetto Mauro Codussi, nativo di Lenna. Le stelle d'oro fanno riferimento alla devozione mariana degli abitanti e il numero di tre sta per gli antichi borghi da cui era composto il paese: Cantone, Coltura e Lenna. Il ponte rappresenta quello in pietra, detto "delle capre", costruito sul fiume Brembo nel XVII secolo.
Il gonfalone è costituito da un drappo di giallo.

## Monumenti e luoghi d'interesse

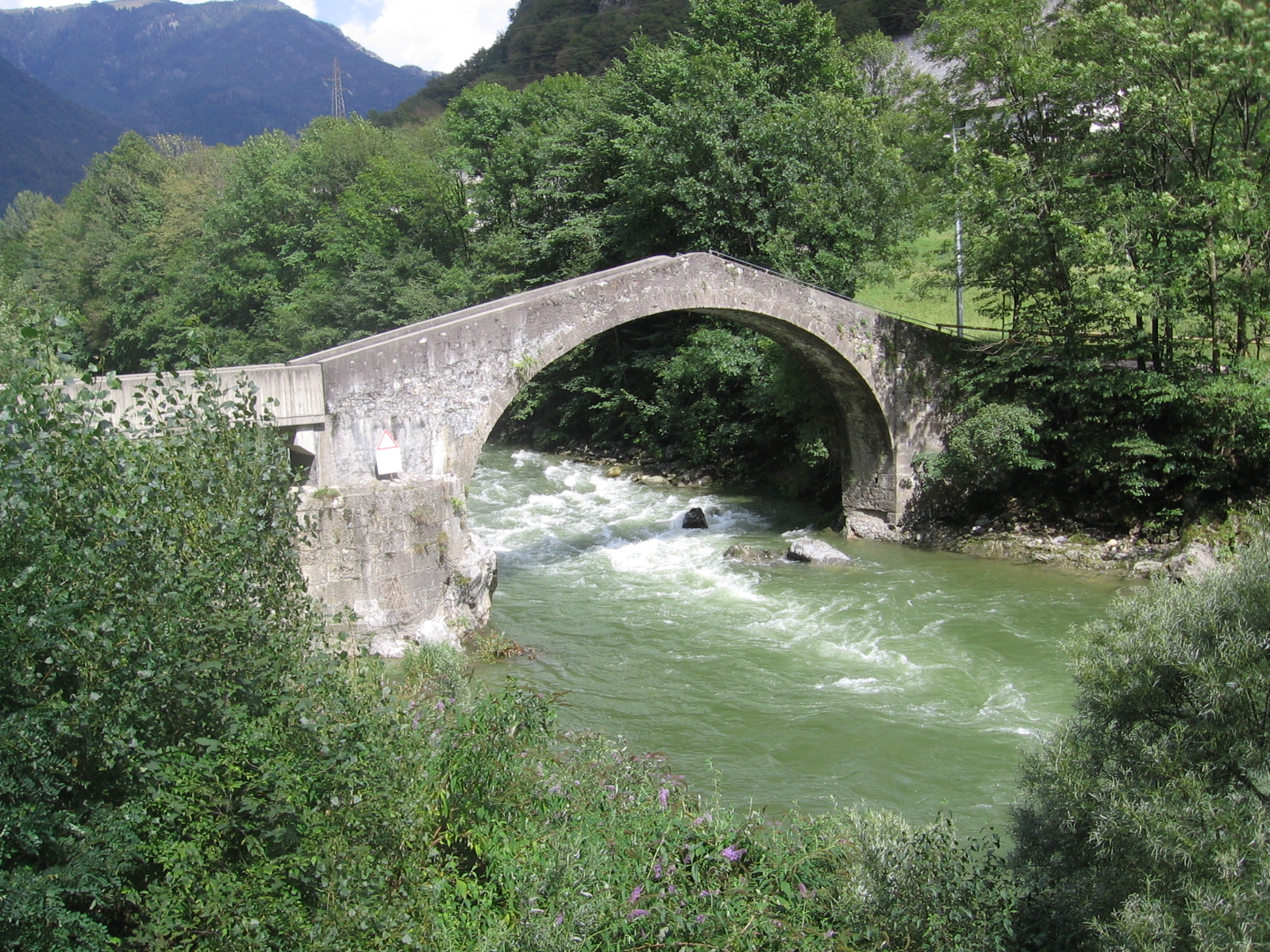
Il ponte delle capre

Il territorio comunale offre ottimi colpi d'occhio, grazie al contesto naturalistico in cui è immerso. Numerose sono quindi le possibilità di escursioni sui monti circostanti, adatte ad ogni esigenza: dal principiante all'utente più esperto ed esigente.
A partire dal 2007 è stata inoltre inaugurata la ciclovia della valle Brembana, che costeggia il corso del fiume Brembo, offrendo lo spunto per passeggiate o gite in bicicletta.
Degni di nota sono il piccolo laghetto artificiale detto "del Bernigolo", con annessa pineta, ed il ponte delle capre. Quest'ultimo, ristrutturato dopo l'alluvione del 1987, risale al XVII secolo ed è costruito con un'unica arcata in pietra.
Da visitare è l'oratorio di San Rocco che, edificato al XVI secolo, conserva un affresco recentemente portato alla luce durante lavori di restauro.
È inoltre presente la chiesa parrocchiale di San Martino oltre la Goggia, risalente al XVII secolo. In comune con i vicini di Piazza Brembana, presenta un polittico di notevole fattura eseguito da Lattanzio da Rimini, statue e l'altare di Andrea Fantoni, nonché opere di Carlo Ceresa.
Infine merita menzione il santuario della Madonna della Coltura che, risalente anch'esso al XVII secolo, venne edificato dopo l'apparizione della Madonna ad un piccolo garzone. All'interno della struttura si possono ammirare opere del Gozzi e di Carlo Ceresa.

## Società

### Evoluzione demografica
Abitanti censiti

## Infrastrutture e trasporti

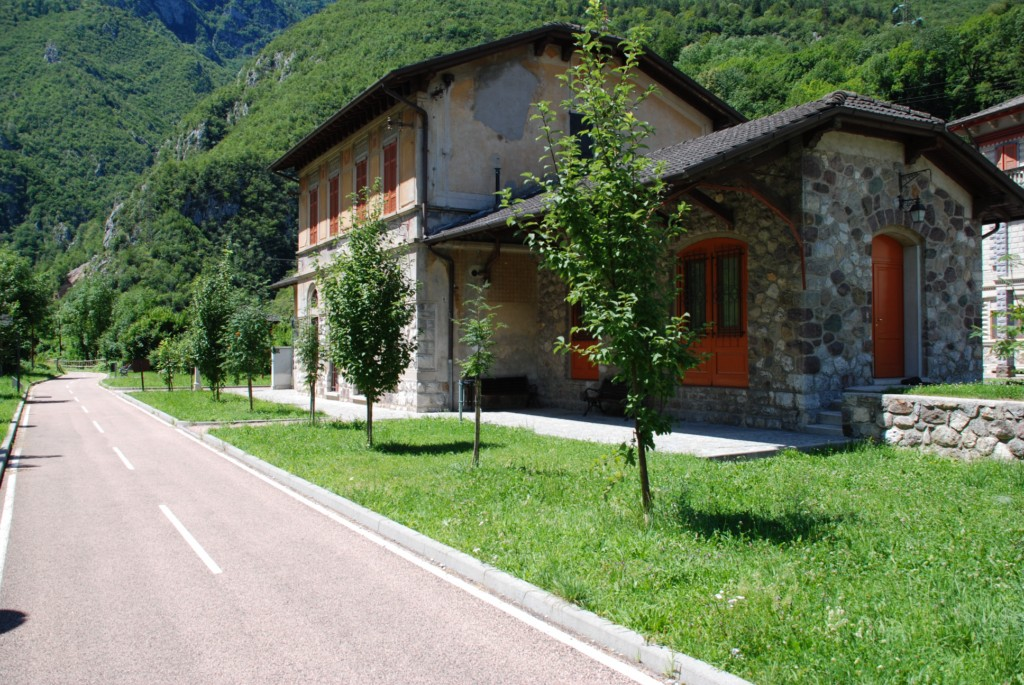
La ex stazione di Lenna

L'abitato era servito dalla stazione di Lenna, inizialmente denominata stazione di San Martino de' Calvi Sud, dotata di un fascio merci dotato di magazzino ed era raccordata con un'impresa che spediva il legname proveniente dall'alta valle.
Fra i materiali spediti figuravano inoltre carichi di laterizi prodotti da una fabbrica fondata dall'imprenditore Giuseppe Oberti, attiva fra il 1876 e il 1964, che produceva mattonelle in cemento per pavimentazione e piastrelle per mosaici commerciate in tutt'Italia; proprio in virtù dell'attivazione della ferrovia l'azienda arrivò ad occupare fino a un centinaio di persone.
L'impianto era posto lungo la ferrovia della Valle Brembana, attiva fra il 1906 e il 1966; il sedime di parte della linea è stato trasformato, a partire dal 2007, nella ciclovia della valle Brembana. Dal 2016 a fianco della nuova pista ciclopedonale è stato realizzato il cicloparcogiochi dedicato ai più piccoli.
Attualmente il paese è conosciuto per l'importante zona industriale composta da varie aziende che operano nei settori della lavorazione del legname e nella meccanica di precisione. 

## Amministrazione
| Periodo | Periodo   | Primo cittadino    | Partito      | Carica  | Note |
| ------- | --------- | ------------------ | ------------ | ------- | ---- |
| 1985    | 1990      | Battista Donati    | Lista civica | Sindaco |      |
| 1990    | 1995      | Battista Donati    | Lista civica | Sindaco |      |
| 1995    | 1999      | Diego Alborghetti  | Lista civica | Sindaco |      |
| 1999    | 2004      | Diego Alborghetti  | Lista civica | Sindaco |      |
| 2004    | 2009      | Mario Lazzaroni    | Lista civica | Sindaco |      |
| 2009    | 2014      | Stefano Ambrosioni | Lista civica | Sindaco |      |
| 2014    | 2019      | Jonathan Lobati    | Lista civica | Sindaco |      |
| 2019    | in carica | Jonathan Lobati    | Lista civica | Sindaco |      |